# تیمورلو (آذرشهر)
شهر تیمورلو یا به زبان ترکی مردم خود این شهر ، تَمیرلی یکی از شهرهای استان آذربایجان شرقی است که در بخش گوگان شهرستان آذرشهر واقع شده‌است. تمیرلی یعنی منسوب به تمیر که تلفظ ترکی تیمور میباشد یعنی منسوب به تیمور و منظور از تیمور امیرتیمور گورکانی سردار بزرگ ترکی میباشد که در زمان فتح تبریز این شهر را بنا نهاده است.
شهر تیمورلو در ٧ کیلومتری غرب آذرشهر، ۴٧ کیلومتری جنوب غرب تبریز و ۶۹٦ کیلومتری شمال غرب تهران واقع شده‌است. این شهر در ساحل شرقی دریاچهٔ ارومیه واقع شده‌است و ارتفاع آن از سطح دریا ۱۳٢۰ متر می‌باشد. رودخانه گنبرچایی از کنار این شهر می گذرد وبه دریاچه ارومیه می ریزد.

## تاریخچه
در شهریور ماه ۱۳۹۰ با تصویب وزیران عضو کمیسیون سیاسی و دفاعی و بنا به پیشنهاد وزارت کشور، روستای تیمورلو از توابع بخش گوگان شهرستان آذرشهر در استان آذربایجان شرقی به شهر تبدیل و به عنوان شهر تیمورلو شناخته می‌شود
شهر تیمورلو یا تمیشهر اقلیمی زیبا و دیدنی در استان آذربایجان شرقی است که در تقسیمات کشوری جزء شهرستان آذرشهر و بخش گوگان می باشد زمین تیمورلو کلا دشتی هموار و بدون برامدگی بوده و از شرق و شمال شرق شامل برشی از رودخانه فصلی گنبرف بوده و از قسمت غرب به قسمت نوسانی ساحل دریاچه ارومیه ختم می شود.

## جمیعیت
بر پایه سرشماری عمومی نفوس و مسکن در سال ۱۳۹۵ جمعیت این شهر 5375 نفر (1796 خانوار) بوده است. که از این لحاظ سی وهشتمین شهر پرجمعیت استان آذربایجان شرقی است.

## مردم
مردم تیمورلو آذربایجانی هستند و زبان مردم شهر تیمورلو ترکی آذربایجانی است.  دین مردم این شهر اسلام و مذهب آن ها شیعه دوازده‌امامی هستند.
هرساله سه روز مانده به اول ماه محرم مراسم طشت گذاری در این شهر برگزار می شود.
مردم تیمورلو هرساله با شروع ماه محرم در دهه اول محرم بعد اذان مغرب مراسم شاه حسین گویان (شاخسی) را برگزار میکنند.
یکی از رسم های این شهر احسان شام در شبهای محرم است که آبگوشت میباشد.
مردم این شهر اکثرا فوتبال دوست و طرفدار تراکتور آذربایجان هستند بطوری که زمانی که بازی های این تیم در حال برگزاری ست کمتر کسی در خیابان ها و کوچه های این شهر دیده میشود و همگی در خانه یا استادیوم مشغول به تشویق تیم خود هستند.

## امکانات شهر
- کتابخانه عمومی تیمورلو در سال 1372 در محل فعلی توسط اهالی به نمایندگی ریش سفیدان و شورای اسلامی وقت بانظارت روحانی وقت محل مرحوم حاج آقا اسلامی خریداری وجهت استفاده به اداره کل فرهنگ وارشاداسلامی استان واگزار گردید تا کتابخانه عمومی درآن شروع به فعالیت نماید که این امر در تاریخ 20/9/73 توسط جناب دکتر پرویزآژیده مدیرکل وقت ارشاداسلامی استان رسما افتتاح شد.لازم به ذکراست سابقه وجود کتابخانه تیمورلو به سال 1357 برمی گردد که باتلاش و پیگیری های مستمر روحانیون محلی علی الخصوص حاج سید سلیمان حسینی در مسجدجامع تیمورلو راه اندازی می شود که بعدها بنام کتابخانه حسین بن علی (ع) تاسال 1372 بصورت پاره وقت در خدمت اهالی بوده که همان کتابخانه از سال 1373 با کلیه امکانات موجود بنام کتابخانه عمومی تیمورلو زیرنظر اداره کل فرهنگ وارشاد اسلامی استان بصورت تمام وقت فعالیت دوباره خود را رسما آغاز می نماید و از سال 1384 باکلیه تجهیزات وامکانات موجود به نهاد تازه تاسیس کتابخانه های عمومی کشور واگزارمی گردد وتاحال زیرنظرنهاد کتابخانه های عمومی کشور بعنوان کتابخانه نهادی شناخته شده واداره می شود که در سال 1391 طبق مصوبه انجمن کتابخانه به نام اصلی خود بنام کتابخانه عمومی حسین بن علی (ع) تغیر نام یافته است.
- سالن ورزشی شهدای تیمورلو  این سالن ورزشی چند منظوره در سال ۱۳۹۰ درآخرین روز هفته گرامی داشت دولت به مساحت یک هزار و ۶۰۰ متر مربع افتتاح و مورد بهره بردار ی قرار گرفت.
- بانک صادرات شعبه تیمورلو در خیابان امام خمینی و در مرکز شهر قرار دارد.
- پست بانک باجه تیمورلو در خیابان امام روبه روی مسجد امیر المؤمنین قرار دارد.
- اداره آب و فاضلاب شهر تیمورلو در خیابان امام پاینتر از درمانگاه شهر می باشد.
- درمانگاه تیمورلو در ورودی شهر تیمورلو قرار دارد مرکز بهداشت شهر تیمورلو نیز در این مرکز قرار دارد این مرکز با کادر دو دکتر عمومی و یک دندانپزشک و مامایی و مشاوره و مدیر بهداشت اداره می شود.
- مدارس شهر تیمورلو عبارت اند از:دبیرستان شهید طالب زاده، دبیرستان شهید چمران ،دبیرستان دخترانه بدر، دبیرستان دخترانه بعثت، مدرسه ابتدایی مرتضوی، مدرسه ابتدایی فرهنگ ،مدرسه دخترانه ابتدایی همت

## اقتصاد
محصول عمده کشاورزی در تیمورلو سیر می‌باشد.
شهر تیمورلو پایتخت سیر ایران و آذربایجان می باشد. محصولات این شهر به خارج از کشور هم صادر می شود.
شهر تیمورلو دارای ظرفیت ها و پتانسیل‌های بالای کشاورزی، صنعتی، اقتصادی و گردشگری است.  بازار سیر تیمورلو محل خرید و فروش سیر تولیدی در بیشتر مناطق شمال غرب کشور است. کشاورزانی که در شهرستان‌های مختلف از جمله عجب شیر، میاندوآب و شاهین دژ به کشت سیر مشغول هستند سیرهای خود را جهت فروش به دو صورت علفی و دست چین شده به بازار تیمورلو می‌آورند.
حجم مبادلات سیر در بازار تیمورلو روزانه در حدود ۹۰۰ تن است، خام فروشی یکی از اصلی‌ترین مشکلات کشاورزان تیمورلو است و بدون شک اقتصاد کشاورزان اسیر «خام فروشی» محصولات شده است 
که در این راستا هر ساله جشنواره سیر  تیمورلو با عنوان "تیمورلو پایتخت سیر ایران" برگزار می شود.تا بازار این محصول با ارزش را رونق گرفته شود.
این شهر یکی از حاصلخیزترین شهرهای آذربایجان می باشد و از محصولات آن می توان به سیر،پیاز و سیب زمینی اشاره نمود. همچنین این شهر مرکز خرید و فروش محصولات کشاورزی منطقه محسوب می‌شود و موسسات حمل و نقل بسیاری در آن دایر می باشد.وتعداد زیادی از کارگران در این شهر مشغول به کار هستند.
همچنین قالی بافی نیز دراین شهر یکی از رایج ترین کارهاست. 

## مساجد
از جمله مساجد شهر تیمورلو می توان به مسجد جامع خاتم الانبیا ٬ مسجد سیدالشهدا ، مسجد امام حسن ، مسجد امیرالمومنین ، مسجد امام زمان  ،مسجد حضرت ابوالفضل و مسجد امام رضا اشاره کرد.
قدمت مسجد جامع خاتم الانبیا تیمورلو به بیش از دو قرن می رسد که در سال ۱۳۷۸ مورد بازسازی قرار گرفت

## محلات
از بزرگترین محله های تیمورلو می توان به محله سیدالشهدا ، محله علیا ، محله ولیعصر و محله بهارستان اشاره نمود.

## افراد شاخص
لیست افراد شاخص اهل شهر تیمورلو در ادامه آورده شده است :
- مرحوم ملامرتضی شیخ نجفی تیمورلوئی (عالم روحانی)
- مرحوم حاج میرزاعلی اسلامی تیمورلوئی (امام جمعه گوگان)
- علیرضا صادقپور تیمورلوئی (پرفسور ارتوپدی)
- محمدرضا شاهزاده رحیمی راد (پرفسور ریه)
- صونا ابوالحسنی تیمورلوئی (متخصص مغز و اعصاب)
- هانیه فرجی آزاد تیمورلوئی ( متخصص قلب و عروق)
- بهزاد خانمحمدی تیمورلوئی (متخصص ارتوپدی)
- اصغر باقری تیمورلوئی (متخصص مغز واعصاب)
- سید احمد احمدی تیمورلوئی (دانشیار دانشگاه علوم پزشکی)
- محمدرضا اسلامی تیمورلوئی (استاد دانشگاه)
- علیرضا اسلامی تیمورلوئی (رییس شعبه دادگاه تجدید نظر دادگستری تبریز)
- مهدی صادقپورتیمورلوئی (پرفسور مکانیک دانشگاه میشیگان آمریکا)
- فرزانه محسنی تیمورلوئی (وکیل پایه یک دادگستری)
- طاهره طاهری تیمورلوئی (کارشناس مامایی)
- حسین نوروزی تیمورلوئی (رئیس موسسه آموزش عالی سراج)
- افسانه خانمحمدی تیمورلویی (داروساز)
- شبنم فتحی تیمورلوئی (داروساز)
- مهتاب محمدی تیمورلوئی (داروساز)
- میلاد وزیری تیمورلوئی (عضو تیم ملی تیر و کمان ایران)
- معصوم خلیل زاده تیمورلوئی (مچ‌انداز بین المللی)
- قدیر پور رستم تیمورلوئی (عضو هیئت مدیره رهبران فناوری اطلاعات)
- اکبر تیمورلویی (مهندس، آمریکا)
- حیدر تیمورلویی (استاد دانشگاه آمریکا)
- قدیر تیموری راد تیمورلوئی "دیوخار" (فرماندهی مرکز آموزشی ۳ عجب شیر)
- محمد حسن پاشا (رئیس پلیس امنیت استان آذربایجان شرقی)
- حسین اسلامی (فرماندهی ایثارگران ارتش شمالغرب کشور)
- محمدرضا علی اشرفی تیمورلوئی (سرپرستی اداره کل روابط عمومی و امور بین الملل منطقه آزاد ارس)

## توابع
روستاهای قراغیل و خاصلو از توابع این شهر می باشند.